# Perdita ventralis
Perdita ventralis är en biart som beskrevs av Fox 1893. Perdita ventralis ingår i släktet Perdita och familjen grävbin. Inga underarter finns listade i Catalogue of Life.